# UFC Fight Night: Cerrone vs. Till
UFC Fight Night: Cerrone vs. Till, noto anche come UFC Fight Night 118, è stato un evento di arti marziali miste tenuto dalla Ultimate Fighting Championship il 21 ottobre 2017 all'Ergo Arena di Danzica, in Polonia.

## Risultati
|                                   | Divisione             |                       |                 |                  | Metodo                                  | Round           | Tempo           | Premio          |
| Card Principale                   | Card Principale       | Card Principale       | Card Principale | Card Principale  | Card Principale                         | Card Principale | Card Principale | Card Principale |
| --------------------------------- | --------------------- | --------------------- | --------------- | ---------------- | --------------------------------------- | --------------- | --------------- | --------------- |
|                                   | Pesi welter           | Darren Till           | batte           | Donald Cerrone   | KO tecnico (pugni)                      | 1               | 4:20            | POTN            |
|                                   | Pesi paglia femminili | Karolina Kowalkiewicz | batte           | Jodie Esquibel   | Decisione unanime (30-27, 30-27, 30-26) | 3               | 5:00            |                 |
|                                   | Pesi mediomassimi     | Jan Błachowicz        | batte           | Devin Clark      | Sottomissione (rear-naked choke)        | 2               | 3:02            | POTN            |
|                                   | Pesi medi             | Oskar Piechota        | batte           | Jonathan Wilson  | Decisione unanime (30-27, 30-27, 30-27) | 3               | 5:00            |                 |
| Card Preliminare (UFC Fight Pass) |                       |                       |                 |                  |                                         |                 |                 |                 |
|                                   | Pesi leggeri          | Marcin Held           | batte           | Nasrat Haqparast | Decisione unanime (30-27, 30-27, 30-27) | 3               | 5:00            |                 |
|                                   | Pesi gallo            | Brian Kelleher        | batte           | Damian Stasiak   | KO tecnico (pugni)                      | 3               | 3:39            | FOTN            |
|                                   | Catchweight (85,7 kg) | Ramazan Emeev         | batte           | Sam Alvey        | Decisione unanime (30-27, 30-27, 30-27) | 3               | 5:00            |                 |
|                                   | Pesi piuma            | Andre Fili            | batte           | Artem Lobov      | Decisione unanime (30-27, 30-27, 30-27) | 3               | 5:00            |                 |
|                                   | Pesi welter           | Warlley Alves         | batte           | Salim Touahri    | Decisione unanime (30-27, 29-28, 29-28) | 3               | 5:00            |                 |
|                                   | Pesi gallo femminili  | Aspen Ladd            | batte           | Lina Länsberg    | KO tecnico (pugni)                      | 2               | 2:33            |                 |
|                                   | Pesi piuma            | Josh Emmett           | batte           | Felipe Arantes   | Decisione unanime (30-27, 30-27, 30-27) | 3               | 5:00            |                 |

## Premi
I lottatori premiati ricevettero un bonus di 50.000 dollari.
Legenda:
- FOTN: Fight of the Night (vengono premiati entrambi gli atleti per il miglior incontro dell'evento)
- POTN: Performance of the Night (viene premiato il vincitore per la migliore performance dell'evento)